# Johann Wilhelm Süvern

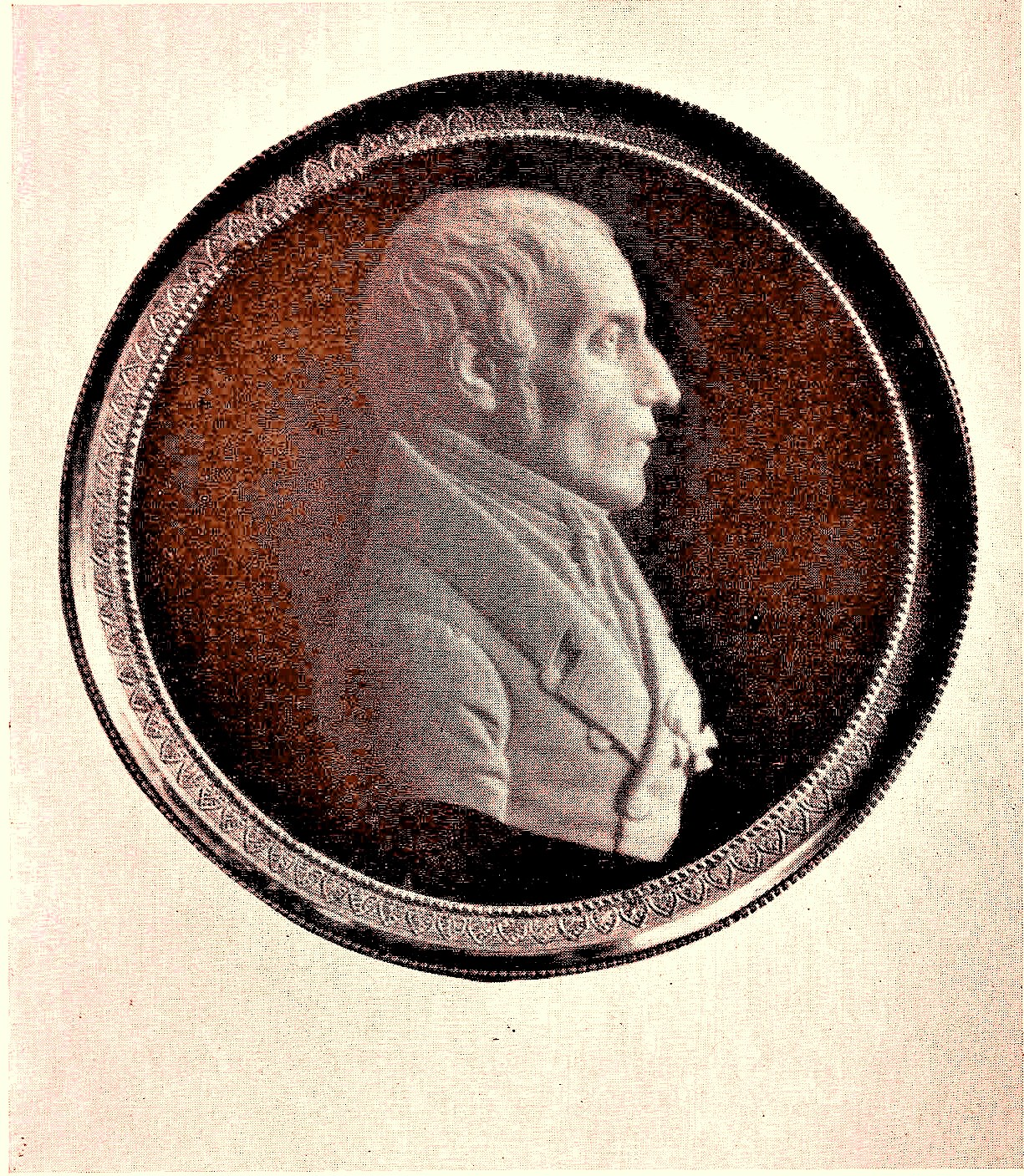
Johann Wilhelm Süvern

Johann Wilhelm Süvern (* 3. Januar 1775 in Lemgo; † 2. Oktober 1829 in Charlottenburg) war ein deutscher Lehrer und Politiker. Süvern reformierte in der Nachfolge Wilhelm von Humboldts gegen erhebliche reaktionäre Widerstände die Schulgesetzgebung Preußens und war Mitglied der Preußischen Akademie der Wissenschaften.

## Leben
Johann Wilhelm Süvern stammt aus einer evangelischen Predigerfamilie. Nach Studien in Jena, dort unter Einfluss von Friedrich Schiller und Johann Gottlieb Fichte, und Halle (Saale) bei Friedrich August Wolf, wo er sich 1796 dem Corps Guestphalia angeschlossen hatte, gelangte er an das philologisch-pädagogische Seminar Friedrich Gedikes in Berlin als Lehramtskandidat. Im Alter von 25 Jahren übernahm Süvern 1800 die Direktorenstelle des Gymnasiums zu Thorn. 1803 wechselte er auf die Direktorenstelle des Gymnasiums zu Elbing. Dort wurde er Mitglied der Elbinger Freimaurerloge „Constantia zur gekrönten Eintracht“. Im Herbst wurde Süvern als Professor an die Albertus-Universität Königsberg berufen, wo er 1807/1808 nach dem Zusammenbruch Preußens die hoffnungsvolle Vorlesung Über die politische Geschichte Europas seit Karl dem Großen hielt. Weil der Hof und die Regierung Preußens nach den verlorenen Schlachten von Jena und Auerstedt nach Königsberg geflüchtet waren, wurde die Frau des Königs Friedrich Wilhelms III., Königin Luise auf ihn aufmerksam.
Im Juli 1808 wechselte Süvern in die interimistische oberste preußische Staatsverwaltung und wurde zum 1. Januar 1809 Staatsrat in der Sektion für den Kultus und den öffentlichen Unterricht (Abteilung III des neuen Innenministeriums), zuständig für Gymnasien. Nachdem im Herbst 1808 die Position des Freiherrn vom Stein gefährdet war, sprang Süvern, zusammen mit Gerhard von Scharnhorst, August Neidhardt von Gneisenau, Georg Heinrich Ludwig Nicolovius, Theodor von Schön, Karl von Grolmann und dem Feldpropst Christian Gottlieb Röckner, mittels einer Denkschrift bei, in der die Nichtratifizierung des Pariser Traktats gefordert wurde. Auf die Huldigungsverse für vom Stein, veröffentlicht durch Süvern in der Königsberger Zeitung vom 27. Oktober und 3. November 1808, sah sich Ernst Moritz Arndt zu dem auf vom Stein gemünzten Spruch veranlasst: des Guten Grundstein, des Bösen Eckstein, der Deutschen Edelstein. Vom Stein stürzte im November 1808 als Minister und wurde durch den sehr viel mehr kameralistisch denkenden Karl August von Hardenberg ersetzt. Nachfolger Wilhelm von Humboldts als Vorgesetzter Süverns wurde der aufgeklärte Jurist Friedrich von Schuckmann, über den vom Stein mit dem Verdikt Erzphilister geurteilt hatte. Durch Überarbeitung und durch wenig Vorkenntnisse in Schuldingen behielt Süvern jedoch freie Hand in seinem Ressort.

### Berlin
Im Winter 1809 wechselte Süvern nach Berlin. Süvern ordnete im Edikt wegen Prüfungen der zu den Universitäten abgehenden Schüler die Reifeprüfung neu, die jedoch noch bis 1834 mittels Aufnahmeprüfungen durch Hochschulen umgangen werden konnte.
Zusammen mit dem Pfarrer und Lehrer Bernhard Christoph Ludwig Natorp erarbeitete Süvern die Gesamtinstruktion über die Verfassung von Schulen, welche Grundsätze für das Elementarschulwesen für eine allgemeine Schulverfassung enthielt. Ausgehend von Humboldtschen Gedanken sollte das gesamte Schulwesen aus einem gegliederten Bildungsgang aus Elementarschule und Gymnasium zusammengesetzt werden. Die Elementarschulen sollten nicht zu Specialschulen für die unteren und mittleren Classen ausarten. Beabsichtigt war eine einzige große Anstalt für die National-Jugendbildung, die grundsätzlich für jedermann offenstehen sollte.
Süvern setzte sich als Reformer auch für Bestrebungen auf dem Weg zu Nationenbildung ein: so führte er als Hauptmann eine Abteilung der Landwehr. Der Verkaufserlös seiner Schrift Erinnerungen an einige merkwürdige Äußerungen Friedrichs des Großen widmete er verwundeten preußischen Soldaten.

### Das neue Schulgesetz blieb Planung
Das Wiedererstarken der Reaktion verschleppte die Umsetzung der Reformbestrebungen Süverns. So wurde den Provinzialkonsistorien im Januar 1816 lediglich ein von Süvern überarbeiteter Auszug eines geplanten Schulgesetzes: Unterrichtsverfassung der Gymnasien und Stadtschulen vorgelegt.
Bei der Umwandlung des Departements für Kultus und öffentlichen Unterricht in ein Ministerium für Kultus, Unterricht und Medizinalwesen am 5. November 1817 war als neuer Minister Karl vom Stein zum Altenstein, Finanzminister von 1808 bis 1810, zuständig geworden. Altenstein war weniger ein Parteigänger vom Steins als ein Anhänger des zentral denkenden Hardenbergs, jedoch in Dingen der Wissenschaften reformerisch gesinnt. Der ebenfalls am 5. November 1817 einberufenen Kommission schlug Süvern eine Promemoria vor, die eine zu entwerfende, allgemeine Schulordnung und eine darauf zu gründende Provinzialschulordnung enthielt.
Der von dieser Immediatkommission erst 1819 an die Provinzen verschickte Entwurf stieß dort auf erheblichen Widerstand: man war einerseits nicht mit der Humboldt-Süvernschen Verbindung von Elementarschule und Gymnasium einverstanden, andererseits stießen die Einschränkungen der Rechte in Dingen der Schulaufsicht, Auswahl der Schulbücher und Fragen der Simultanschule auf starken Widerstand.
Nach der Ermordung von August von Kotzebue im März 1819 waren reaktionäre Kräfte immer einflussreicher geworden. Altenstein wurden die Reformgegner Bischof Rulemann Friedrich Eylert, Ludolph von Beckedorff sowie der Polizeipräsident Karl Albert von Kamptz als Mitarbeiter aufgedrängt.
Süverns Reformvorschläge wurden 1826 endgültig zu den Akten gelegt. Süvern schied ab 1817 aus immer mehr Funktionen (so aus dem Gymnasialreferat) aus und zog sich auf die Mitarbeit im Referat Akademie der Wissenschaften zurück. Seine Vorschläge und Entwürfe zum allgemeinen Schulplan blieben steinbruchartige Grundlage für Entscheidungen des Ministeriums in der Folgezeit. Obwohl das Schulgesetz nicht verabschiedet wurde, war es Grundlage des von Johannes Schulze geschaffenen preußischen Gymnasiums.
Süvern zog 1829 nach Charlottenburg, wo er am 2. Oktober 1829 in seiner neuen Wohnung verstarb. Beigesetzt wurde er auf dem Dreifaltigkeitsfriedhof I vor dem Halleschen Tor Berlins. Das Grab ist nicht erhalten.

## Veröffentlichungen
- Über Schillers Wallenstein in Hinsicht auf griechische Tragödie. Buchhandlung der Königl. Realschule, Berlin 1800, (Digitalisat; Schiller antwortete von Süvern in einem Brief).
- Erinnerung an einige merkwürdige Aeußerungen Friedrichs des Großen, geschrieben am 17ten August 1813. Hitzig, Berlin 1813, (Digitalisat).